# Nir Dawid
Nir Dawid (hebr. ניר דוד; ang. Nir David; pol. Łąka Dawida) – kibuc położony w Samorządzie Regionu Emek ha-Majanot, w Dystrykcie Północnym, w Izraelu.

## Położenie
Kibuc Nir Dawid jest położony na wysokości 108 metrów p.p.m. w intensywnie użytkowanej rolniczo Dolinie Bet Sze’an, u podnóża masywu górskiego Gilboa w Dolnej Galilei. Okoliczny teren jest płaski, opada jednak w kierunku wschodnim w depresję rzeki Jordan. Na północ od kibucu przepływa niewielka rzeka Charod, a na południe strumień Kibutsim. Przez środek osady przepływa strumień Amal, który tworzy uroczą wadi objętą ochroną przez Park Narodowy Gan ha-Szelosza. W okolicy są liczne stawy hodowlane oraz tereny rolnicze. Na południowy zachód od kibucu teren stromo wznosi się na zboczach góry Gefet (318 metrów n.p.m.), wchodzącej w skład masywu górskiego Gilboa. W jego otoczeniu znajduje się miasto Bet Sze’an, oraz kibuce Mesillot, Ma’ale Gilboa, Bet Alfa, Bet ha-Szitta i Sede Nachum.
Nir Dawid jest położony w Samorządzie Regionu Emek ha-Majanot, w Poddystrykcie Jezreel, w Dystrykcie Północnym Izraela.

## Demografia
W kibucu w większości mieszkają Żydzi, jednak nie wszyscy identyfikują się z judaizmem. Tutejsza populacja jest świecka:

## Historia
Pierwotnie w okolicy tej znajdowały się arabskie wioski Tall al-Szawk i As-Sachina. Obie zostały wysiedlone i zniszczone w dniu 12 maja 1948 roku podczas wojny domowej w Mandacie Palestyny. Dużo wcześniej tutejsze grunty wykupiły od arabskich mieszkańców żydowskie organizacje syjonistyczne.

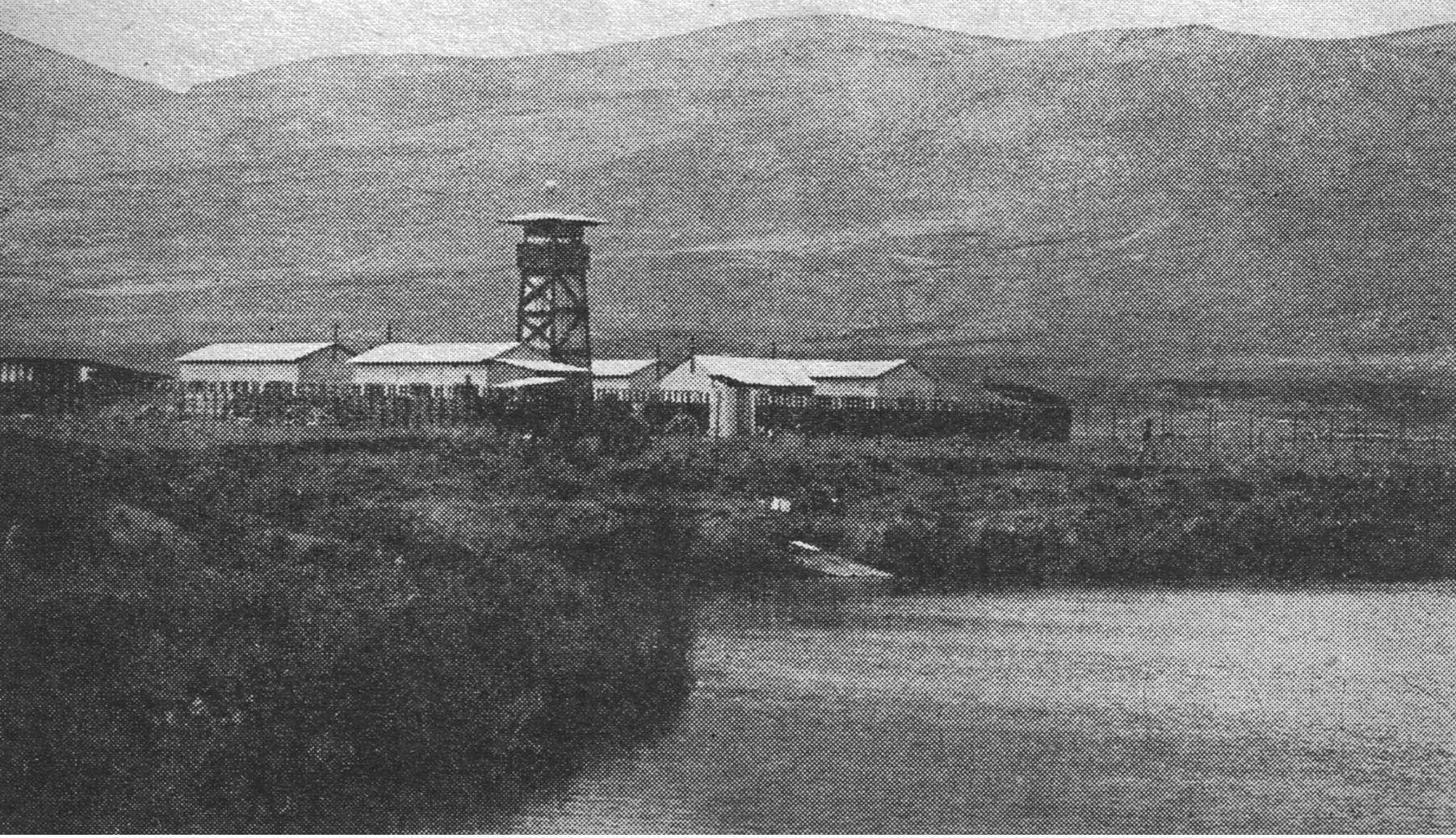
Kibuc Nir Dawid w 1945

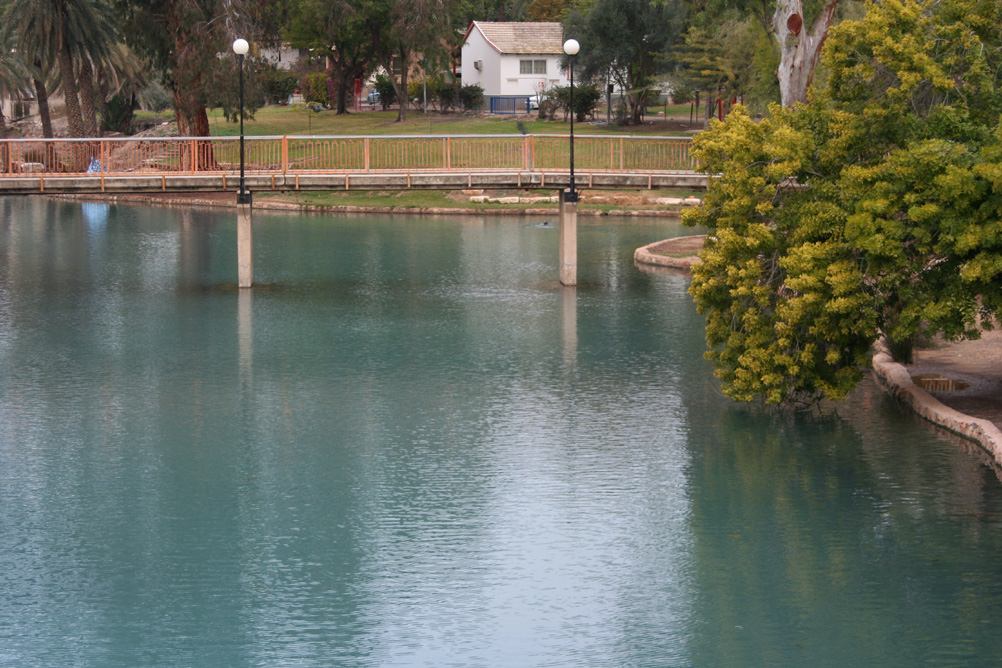
Rzeka Amal przepływająca przez kibuc Nir Dawid

Grupa założycielska kibucu powstała w 1933 roku. Składała się ona z żydowskich imigrantów Polski będących członkami młodzieżowej organizacji Ha-Szomer Ha-Cair. Od 1934 roku uczyli się oni rolnictwa i zdobywali doświadczenie w Dolinie Bet Sze’an. W owym czasie mieszkali w kibucu Beit Alfa. Gdy w kwietniu 1936 roku wybuchło arabskie powstanie w Palestynie, Arabowie podpalili okoliczne żydowskie pola uprawne. Zmusiło to żydowskich osadników do szukania sposobów skutecznej obrony. Szlomo Grazowski przedstawił wówczas koncepcję budowy nowej obronnej osady rolniczej. W ciągu jednego dnia wybudowano cztery baraki mieszkalne, wieżę strażniczą i podwójne ściany palisady wypełnione w środku żwirem, z zewnętrzną linią obronną utworzoną z zasieków z drutów kolczastych. W ten sposób niemożliwe było wrzucenie do środka granatu ręcznego. W ten sposób, w dniu 10 grudnia 1936 roku założono kibuc nazwany Tel Amal (hebr. תל עמל). Była to pierwsza osada obronna nowego typu, później budowana w innych miejscach w całym kraju. W 1940 roku zmieniono nazwę kibucu na obecną, na cześć Dawida Wolfsohna, drugiego prezydenta Światowej Organizacji Syjonistycznej. W latach 90. XX wieku kibuc znalazł się w trudnościach finansowych, które wymusiły przeprowadzenie w 2003 procesu prywatyzacji. Zachowano kolektywną organizację instytucji kultury, edukacji i ochrony zdrowia. Istnieją plany rozbudowy kibucu o nowe osiedle mieszkaniowe.

## Kultura i sport
W kibucu znajduje się ośrodek kultury z biblioteką, oraz muzeum upamiętniające historię budowy ufortyfikowanych osiedli żydowskich. Jest tutaj kryty basen pływacki z podgrzewaną wodą, oraz sala sportowa z siłownią i centrum fitness.

## Edukacja
Kibuc utrzymuje przedszkole. Starsze dzieci są dowożone do szkoły podstawowej do kibucu Mesillot i szkoły średniej w kibucu Newe Etan.

## Turystyka
W ostatnich latach kibuc rozwinął usługi turystyczne. Istnieje możliwość zakwaterowania w domkach do wynajęcia. Obok jest restauracja i trzy kawiarnie. Tutejszymi największymi atrakcjami są:
- pół-naturalny park wodny „Gan ha-Szelosza” stworzony na rzece Amal, której czysta woda pochodzi z trzech naturalnych źródeł. Przez cały rok woda utrzymuje stałą temperaturę 28 °C[12].
- ogród zoologiczny „Gan-Guroo” zajmuje powierzchnię 16 hektarów, na których prezentowana jest fauna i flora z Australii: torbacze, kangurowate i koala. Są tutaj organizowane różnorodne zajęcia dydaktyczne dla dzieci i warsztaty plenerowe[13].
- rancho oferujące między innymi naukę jazdy na koniach dla dzieci i dorosłych. Czasami odbywają się tutaj zawody jeździeckie z konkursem skoków przez przeszkody.
- nowoczesny kompleks sportowy „Holtzer Sport center" z basenem kąpielowym i wielofunkcyjną salą gimnastyczną[14].

Kibuc jest przez wielu nazywany „najpiękniejszym kibucem Izraela”.

## Gospodarka i infrastruktura
Gospodarka kibucu opiera się na intensywnym rolnictwie i sadownictwie. Uprawia się tutaj głównie cytrusy oraz hoduje indyki. Kibuc jest znany ze stawów hodowlanych. Tutejszy zakład Nirotek produkuje samoprzylepne naklejki oraz papier samokopiujący i inne materiały do kserokopiarek. W kibucu działa też zakład Nir David Metal Works produkujący maszyny i narzędzia ogrodnicze. W kibucu jest przychodnia zdrowia z gabinetem stomatologicznym, sklep wielobranżowy, pralnia, stacja benzynowa, oraz warsztat mechaniczny i elektryczny.

## Transport
Z kibucu wyjeżdża się na północ na drogę nr 669, którą jadąc na zachód dojeżdża się do skrzyżowania z drogą nr 6667 prowadzącą do kibucu Mesillot i miasta Bet Sze’an, lub jadąc dalej drogą nr 669 dojeżdża się do kibucu Reszafim. Natomiast jadąc drogą nr 669 w kierunku wschodnim dojeżdża się do skrzyżowania z drogą nr 6666 prowadzącą na Wzgórza Gilboa do drogi nr 667 i kibucu Ma’ale Gilboa. Jadąc dalej na północny zachód drogą nr 669 dojeżdża się do kibucu Bet Alfa.